# سیارک ۱۲۲۴۶
سیارک ۱۲۲۴۶ (به انگلیسی: 12246 Pliska، نامگذاری:1988RJ8)۱۲۲۴۶مین سیارک کشف شده‌است که در ۱۱ سپتامبر ۱۹۸۸ کشف شد.